# アブドゥル・ラザク・アルハッサン
アブドゥル・ラザク・アルハッサン（Abdul Razak Alhassan、1985年8月11日-）は、ガーナ共和国の男性総合格闘家。グレーター・アクラ州アクラ出身。メトロフレックス・ジム/チーム・エレベーション所属。

## 来歴
幼い頃から柔道を始め、22年間柔道を経験した後、総合格闘技に転身。
2013年、プロ総合格闘家デビュー。その後、Bellatorなどの大会に参戦し、6戦6勝6KOの記録を残す。

### UFC
2016年11月19日、UFCデビューとなった、UFC Fight Night: Mousasi vs. Hall 2でチャーリー・ウォードと対戦し、開始53秒に右フックでKO勝ち。パフォーマンス・オブ・ザ・ナイトを受賞した。
2017年5月28日、UFC Fight Night: Gustafsson vs. Teixeiraでオマリ・アフメドフと対戦し、1-2の判定負け。キャリア初黒星となった。
2017年12月2日、UFC 218でサバ・ホマシと対戦し、左フックで1RTKO勝ちを収めたが、ストップを巡って論争が起こり、再戦が組まれることとなった。
2018年1月20日、UFC 220でサバ・ホマシと再戦し、右アッパーで1RKO勝ち。パフォーマンス・オブ・ザ・ナイトを受賞した。
2018年9月8日、UFC 228でニコ・プライスと対戦し、開始43秒に右フックでKO勝ち。パフォーマンス・オブ・ザ・ナイトを受賞した。
2018年9月24日、テキサス州タラント郡にて、同年3月23日の夜に2人の女性をレイプした容疑で起訴された。アルハッサンは容疑を否認し、弁護人はアルハッサンと2人の女性が合意の上で性行為を行い、2人の女性から告発されたレイプの容疑は事実無根だと主張し、2020年3月5日に行われた裁判で陪審員はアルハッサンを無罪と評決した。
2020年7月16日、約1年10カ月ぶりの復帰戦となったUFC on ESPN: Kattar vs. Igeでムニール・ラズィーズと対戦し、0-3の判定負け。この試合はファイト・オブ・ザ・ナイトを受賞したが、アルハッサンは前日計量で3ポンド体重超過したためボーナスの権利を剥奪された。
2021年8月28日、UFC on ESPN: Barboza vs. Chikadzeでアレッシオ・ディ・キリコと対戦し、右ハイキックで開始17秒のKO勝ち。パフォーマンス・オブ・ザ・ナイトを受賞した。

## 戦績
| 総合格闘技 戦績 | 総合格闘技 戦績 | 総合格闘技 戦績 | 総合格闘技 戦績 | 総合格闘技 戦績 | 総合格闘技 戦績 | 総合格闘技 戦績 |
| --------------- | --------------- | --------------- | --------------- | --------------- | --------------- | --------------- |
| 20 試合         | (T)KO           | 一本            | 判定            | その他          | 引き分け        | 無効試合        |
| 12 勝           | 12              | 0               | 0               | 0               | 0               | 1               |
| 7 敗            | 2               | 1               | 4               | 0               | 0               | 1               |

| 勝敗 | 対戦相手                     | 試合結果                                   | 大会名                                   | 開催年月日     |
| ×    | セザー・アウメイダ           | 1R 4:16 KO（左フック）                     | UFC Fight Night: Dern vs. Ribas 2        | 2025年1月11日  |
| －   | コーディ・ブランデージ       | 1R 0:37 ノーコンテスト（後頭部への肘打ち） | UFC on ESPN 59: Namajunas vs. Cortez     | 2024年7月13日  |
| ×    | ジョー・パイファー           | 2R 2:05 肩固め                             | UFC Fight Night: Dawson vs. Green        | 2023年10月7日  |
| ○    | クラウディオ・ヒベイロ       | 2R 0:28 KO（右フック）                     | UFC Fight Night: Strickland vs. Imavov   | 2023年1月14日  |
| ×    | ホアキン・バックリー         | 5分3R終了 判定1-2                          | UFC Fight Night: Walker vs. Hill         | 2022年2月19日  |
| ○    | アレッシオ・ディ・キリコ     | 1R 0:17 KO（右ハイキック）                 | UFC on ESPN 30: Barboza vs. Chikadze     | 2021年8月28日  |
| ×    | ジェイコブ・マルクーン       | 5分3R終了 判定0-3                          | UFC on ESPN 22: Whittaker vs. Gastelum   | 2021年4月17日  |
| ×    | ケイオス・ウィリアムズ       | 1R 0:30 KO（右ストレート）                 | UFC Fight Night: Felder vs. dos Anjos    | 2020年11月14日 |
| ×    | ムニール・ラズィーズ         | 5分3R終了 判定0-3                          | UFC on ESPN 13: Kattar vs. Ige           | 2020年7月16日  |
| ○    | ニコ・プライス               | 1R 0:43 KO（右フック）                     | UFC 228: Woodley vs. Till                | 2018年9月8日   |
| ○    | サバ・ホマシ                 | 1R 3:47 KO（右アッパー）                   | UFC 220: Miocic vs. Ngannou              | 2018年1月20日  |
| ○    | サバ・ホマシ                 | 1R 4:21 TKO（左フック）                    | UFC 218: Holloway vs. Aldo 2             | 2017年12月2日  |
| ×    | オマリ・アフメドフ           | 5分3R終了 判定1-2                          | UFC Fight Night: Gustafsson vs. Teixeira | 2017年5月28日  |
| ○    | チャーリー・ウォード         | 1R 0:53 KO（右フック）                     | UFC Fight Night: Mousasi vs. Hall 2      | 2016年11月19日 |
| ○    | ジョス・エイシェルバーガー   | 1R 0:57 TKO（パンチ連打）                  | Legacy FC 61                             | 2016年10月14日 |
| ○    | ケン・ジャクソン             | 1R 0:40 TKO（パンチ連打）                  | Rage in the Cage 47: Night of Champions  | 2016年8月13日  |
| ○    | ブライス・シェパード＝メジア | 1R 1:26 KO（パンチ）                       | Bellator 143                             | 2015年9月25日  |
| ○    | マット・マッキーオン         | 1R 0:47 TKO（右アッパー）                  | Rocks Xtreme MMA 12                      | 2015年2月28日  |
| ○    | マット・ジョーンズ           | 1R 1:23 TKO（右アッパー→パウンド）         | Bellator 111                             | 2014年3月7日   |
| ○    | コルビー・アダムス           | 1R 0:25 TKO（パンチ連打）                  | Xtreme Knockout 20                       | 2013年11月23日 |

## 表彰
- UFC パフォーマンス・オブ・ザ・ナイト（4回）
- UFC ファイト・オブ・ザ・ナイト (1回)